# Brontypena eximia
Brontypena eximia är en fjärilsart som beskrevs av Arnold Pagenstecher 1886. Brontypena eximia ingår i släktet Brontypena och familjen nattflyn. Inga underarter finns listade i Catalogue of Life.